# Præsidentvalget i Usbekistan 2015
Præsidentvalget i Usbekistan 2015 blev afholdt i Usbekistan den 29. marts 2015. Valget endte med et genvalg for den siddende præsident Islam Karimov, som siden 1990 havde siddet på posten.

## Baggrund
En forfatningsmæssig lov om præsidentvalget blev godkendt af Senatet den 23. marts 2012, som krævede, at præsidentvalget skal afholdes 90 dage efter parlamentsvalget. Valg til den lovgivende forsamling blev afholdt over to runder, den første runde den 23. december 2014 og den anden runde den 4. januar 2015. Der er valgret for alle borgere over 18 år i Usbekistan.
Lovens ændring forkortede embedstiden for den siddende præsident Islam Karimov med flere måneder. Under den tidligere lov ville valget være blevet afholdt den 27. december 2015.

## Kandidater
Bekræftede kandidater til valget:
- Islam Karimov fra Liberal Demokratiske Parti, præsident siden 1990[4]
- Khatamjan Ketmanov fra Folkets Demokratiske Parti[4]
- Nariman Umarov fra Retfærdig Socialdemokratisk Parti[5]
- Akmal Saidov fra National Vækkelse Demokratisk Parti[5]

## Valgresultat
| Kandidat                        | Parti                               | Stemmer    | %     |
| ------------------------------- | ----------------------------------- | ---------- | ----- |
| Islam Karimov                   | Liberal Demokratiske Parti          | 17.122.577 | 90,39 |
| Akmal Saidov                    | National Vækkelse Demokratisk Parti | 582.688    | 3,08  |
| Khatamjan Ketmanov              | Folkets Demokratiske Parti          | 552.309    | 2,92  |
| Nariman Umarov                  | Retfærdig Socialdemokratisk Parti   | 389.024    | 2,05  |
| Ugyldige/blanke stemmer         | Ugyldige/blanke stemmer             |            | –     |
| Totalt                          | Totalt                              |            | 100   |
| Registrerede vælgere/deltagelse | Registrerede vælgere/deltagelse     | 20.798.052 | 91,08 |
| Kilde: CEC                      |                                     |            |       |